# 艾尔瓦德岛
艾尔瓦德岛（阿拉伯語：أرواد）也译阿瓦德岛、阿尔瓦德岛，也称鲁阿德岛（英語：Ruad Island），为地中海东部，叙利亚海岸的一座小岛，为叙利亚唯一一座有人居住的岛屿，东距叙利亚最大港口塔尔图斯3公里。历史悠久，其名称出现在《圣经》等古籍中。历史上该岛为重要的商业、渔业和航海中心，同时也是重要的军事要塞，曾先后为腓尼基人、希腊人、十字军等统治。1302年，该地作为十字军最后一个据点被埃及马穆鲁克征服。

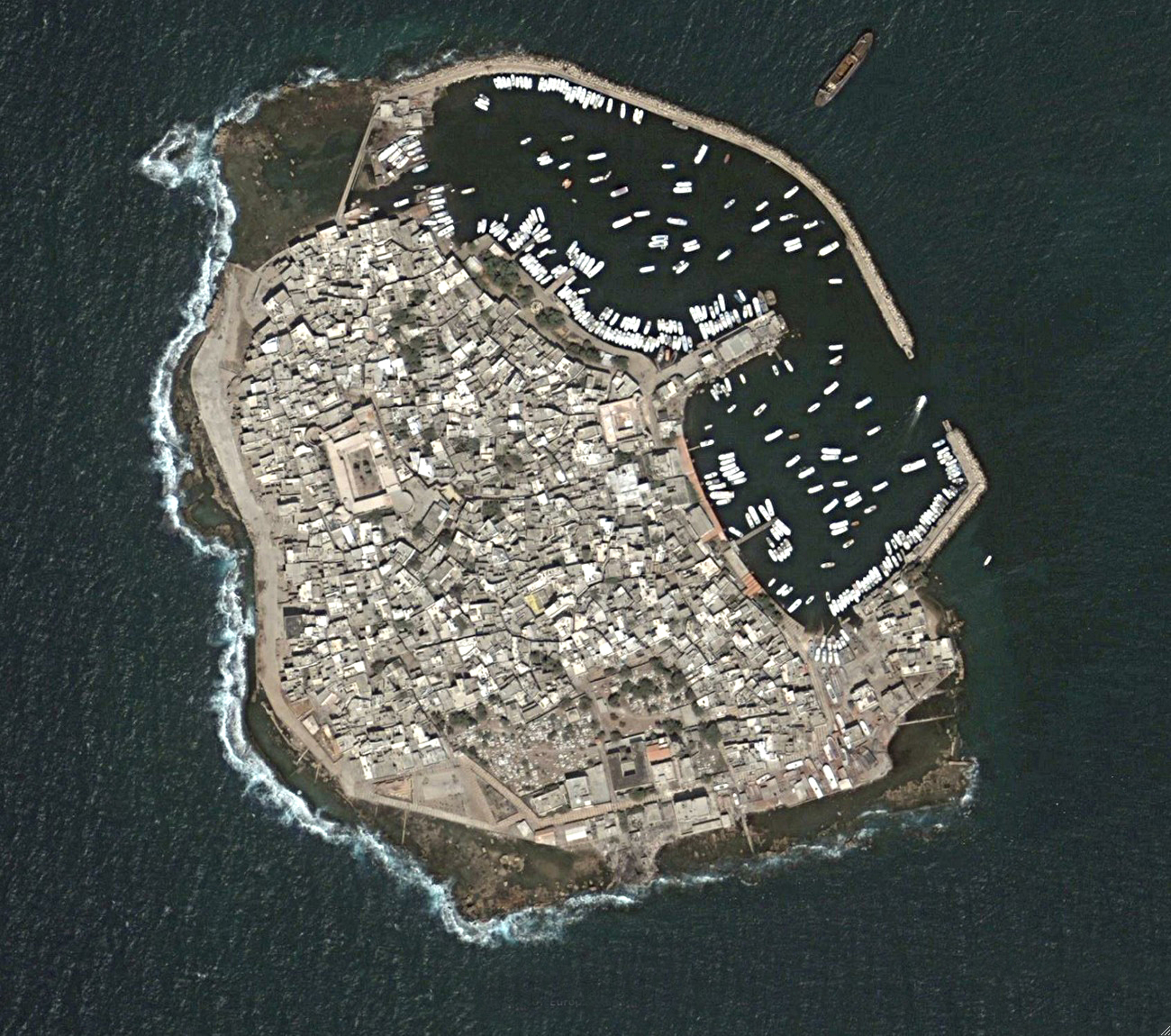
艾尔瓦德岛